# U/20 Europamesterskabet i Volleyball 2012
U20 EM i volleyball for herrer i 2012 bliver afholdt i Danmark og Polen i perioden 23. august – 2. september 2012. På dansk jord skal der spilles i Randers og i Polen, hvor også finalerne spilles, bliver der spillet i Rewal. Sport Event Danmark er partner bag U20 EM 2012.

## Kvalifikation
Kvalifikationen er endnu ikke afsluttet.

## Hold
Indtil videre er det kun Polen og Danmark der er sikret deltagelse ved mesterskaberne da de er værtslande

## Grupper
De to grupper vil blive fastlagt efter endt kvalifikation.

## Arenaer
Gruppe B bliver spillet i Randers, mens Gruppe A, semi finaler samt finaler bliver spillet i Rewal i Polen
| Randers          | Rewal                        |
| Skyline Arena    | Sport and Recreation Complex |
| Kapacitet: 3.000 |                              |
| ---------------- | ---------------------------- |